# 月刊EXILE
《月刊EXILE》為LDH發行的月刊雜誌。於2008年6月27日創刊。每月27日於日本發行。

## 概要
該雜誌主要刊載由EXILE成員企劃的連載專欄及音樂、時尚、娛樂等資訊。

## 脚注
1. ↑  . EXILE mobile.   [2020-03-12]. （原始内容存档于2020-08-03）.

## 外部連結
- （日語）月刊EXILE （页面存档备份，存于） - 官方網站
- （日語）月刊EXILE的X（前Twitter）
- （日語）月刊EXILE_official的Instagram帳戶
- （日語）【公式】月刊EXILE的Facebook專頁